# Sistema d'assistència sanitària
Un sistema d'assistència sanitària és l'organització de persones, institucions i recursos que ofereixen serveis d'assistència sanitària per satisfer les necessitats de salut de les poblacions objectiu.
Hi ha una àmplia varietat de sistemes d'assistència sanitària a tot el món, amb tantes històries i estructures organitzatives com nacions. Implícitament, les nacions han de dissenyar i desenvolupar sistemes de salut d'acord amb les seves necessitats i recursos, tot i que els elements comuns en pràcticament tots els sistemes de salut són l'atenció primària i les mesures de salut pública. En alguns països, la planificació del sistema sanitari es distribueix entre els participants del mercat. En altres, hi ha un esforç concertat entre governs, sindicats, organitzacions benèfiques, organitzacions religioses o altres òrgans coordinats per proporcionar serveis d'atenció sanitària planificats dirigits a les poblacions a les quals atenen. No obstant això, la planificació sanitària s'ha descrit sovint com a evolutiva i no revolucionària. Com passa amb altres estructures institucionals socials, és probable que els sistemes d'assistència sanitària reflecteixin la història, la cultura i l'economia dels estats en què evolucionen. Aquestes peculiaritats són importants i compliquen les comparacions internacionals i impedeixen qualsevol estàndard de rendiment del sistema a nivell mundial.

## Objectius
Segons l'Organització Mundial de la Salut (OMS), els objectius dels sistemes d'assistència sanitària són una bona salut per als ciutadans, una resposta a les expectatives de la població i mitjans justos de finançament. El progrés cap a aquests objectius depèn de com els sistemes realitzin quatre funcions vitals: prestació de serveis d'atenció mèdica, generació de recursos, finançament i custòdia (aquesta última es refereix a una planificació i la gestió responsable dels recursos). Altres dimensions per a l'avaluació dels sistemes de salut inclouen la qualitat, l'eficiència, l'acceptabilitat i l'equitat. A més, la continuïtat de l'atenció sanitària és un objectiu important (s'entén per continuïtat que l'assistència sigui coherent i coordinada, amb un flux d'informació de qualitat, mantenint una adequada relació permanent entre pacients i proveïdors dels serveis sanitaris).

## Tipus

Països amb una sanitat pública universal
Països amb una sanitat universal
Països amb una sanitat pública, però no universal
Països sense sanitat universal i pública
Desconegut

Els sistemes d'assistència sanitària poden estar articulats segons:
- El pes econòmic dels proveïdors de serveis:
  - Assistència sanitària pública, sota el control i titularitat d'entitats públiques (generalment l'Estat o altres jurisdiccions públiques).
  - Assistència sanitària privada concertada, on la provisió econòmica (i cert control) depèn d'entitats públiques.
  - Assistència sanitària privada, oferta segons les lleis del mercat.
- La seva cobertura:
  - Assistència universal, on tots els habitants tenen dret (pel fet de ser-ho) a una atenció sanitària. Prestació que pot ser ser d'una sanitat pública o d'una sanitat privada concertada. El sistema de salut pot establir quins serveis són universals i quins no (la cartera de serveis).
  - Assistència no universal, on el sistema de salut públic deixa sense dret d'assistència a una part de la població, que s'ha de pagar l'assistència amb els seus recursos, ja sigui per una assegurança privada o per pagament directe de la prestació sanitària rebuda.
- L'àmbit assistencial. Per exemple, la concessió de llicències de comercialització de productes sanitaris està controlada pel sistema de salut públic.